# Trubadur

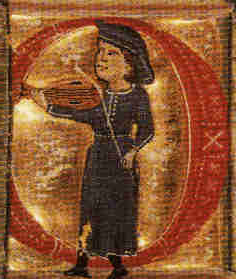
Trubadurul Perdigon cântând din lăută

Trubadur (din franceză troubadour) este numele dat poeților-cântăreți medievali din sudul Franței, ale căror versuri, recitate cu un acompaniament muzical specific, aveau un caracter erotic sau pastoral.
Trubadurii au dat naștere în secolul al XII-lea unui nou stil poetic. Poeziile lirice scurte dar complexe dădeau glas sentimentelor personale, mai ales iubirii dintre bărbat și femeie.
Poeții francezi din Evul Mediu care scriau despre dragoste și cavalerism se numeau trubaduri.
De regulă erau de proveniență nobilă și scriau într–o limbă neolatină. Poezia lor diferea foarte mult de genurile epice ce erau la modă în nord.
Datorită Eleonorei de Aquitania, fiica unui trubadur devenită în 1137 soția regelui Ludovic al VII–lea, acest lirism și cultul dragostei cavalerești se răspândește rapid în toată țara și chiar și peste granițe.

## Lancelot șiGenoveva
Cel mai renumit poem al său, Troyes, (Chretien De Troyes)  îl are ca erou pe cavalerul Lancelot, îndrăgostit de Genoveva, soția regelui Arthur. Din poem reiese foarte clar ce era în stare să facă cavalerul pentru aleasa inimii lui.
Pe atunci era considerată extrem de rușinoasă apariția unui cavaler într–o căruță. Lancelot, după o clipă de ezitare se suie totuși într–o căruță, după ce află că numai astfel poate primi vești despre regină.
Chiar și această mică ezitare atrage după sine disprețul Genovevei.
Mai târziu ea se resemnează și–l lasă pe cavaler într–o noapte în camera ei, dar dragostea de curtean a acestuia va fi mai supusă multor probe.

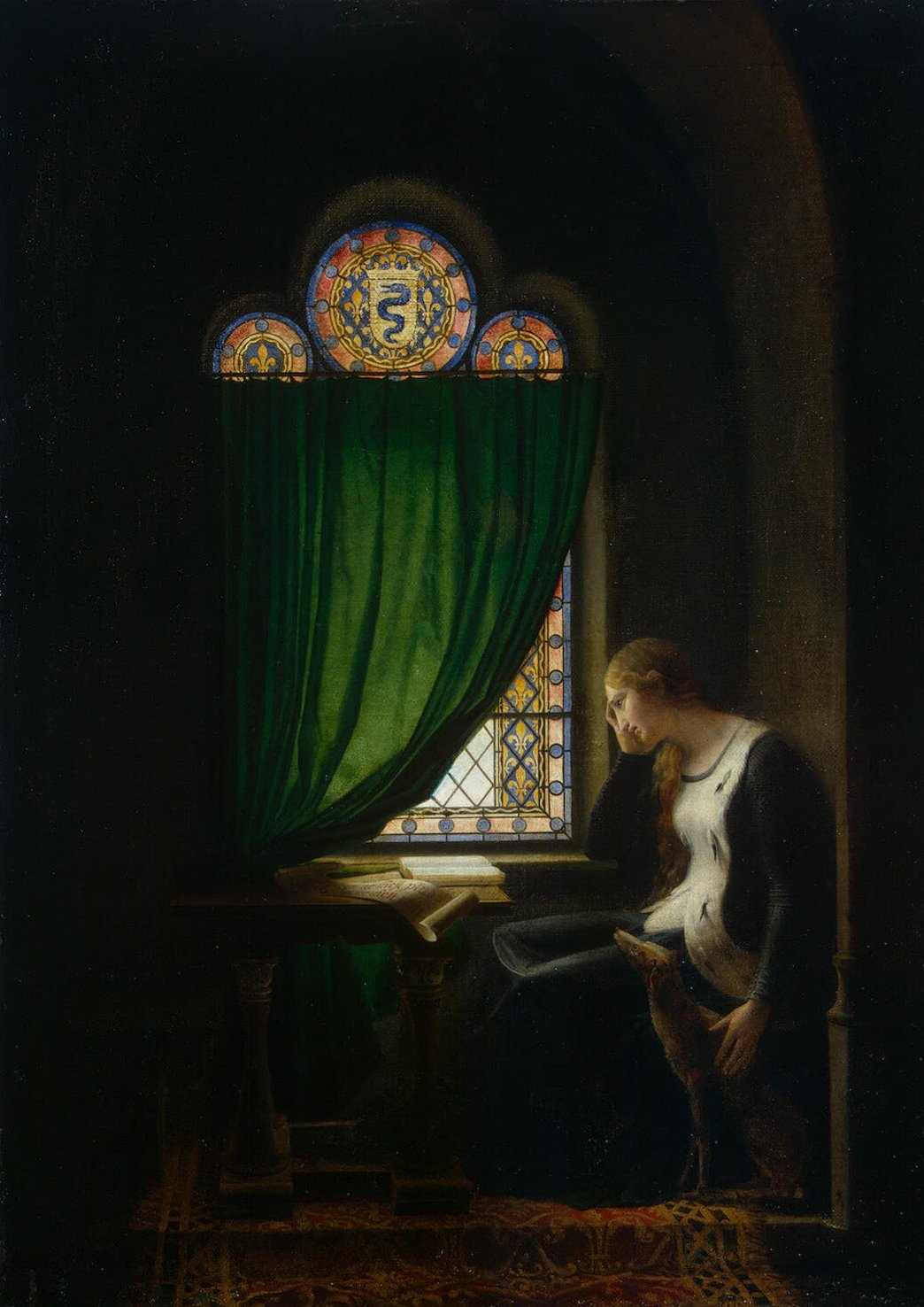
Pictură în stil trubadur: Fleury François Richard, "Valentina Visconti jelindu-și soțul, Ludovic I" (c. 1802), Muzeul Ermitaj

## Pasiuni cavalerești
Această temă a influențat și literatura engleză.
De exemplu Sir Thomas Malory, în cartea sa întitulată Morte d'Arthur, scrie despre prietenia ,dragostea și pasiunea cavalerească.El arată cum trădarea generată de pasiuni personale distruge legăturile cele mai puternice. În concepția lui Malory, fidelitatea lui Lancelot față de rege este măcinată de dragostea adulteră față de Genoveva.
Rezultatul nu este doar destrămarea Mesei Rotunde a lui Arthur ci și a regelui.

## Romanul trandafirului
În această epocă a fost foarte populară «după numărul manuscriselor rămase» opera lui Guillaume de Lorris, Romanul Trandafirului sau Roman de la Rose, având ca temă dragostea cavalerească. Prezentat ca un vis, este o alegorie despre un om, care este introdus de Oiseuse într–o grădină, unde întâlnește niște figuri ca Deduit, Richesse și Largesse. La influența Zeului Dragostei acest om se îndrăgostește de un trandafir și de aici viața lui are doar un singur scop, să rupă un boboc de pe acest trandafir. În realizarea acestui țel este ajutat sau împiedicat de diferite figuri alegorice, de exemplu
Politețea, Pericolul, Mintea, Mila, Rușinea, Teama.
În final intervine Natura și eroul poate rupe trandafirul dorit.

## Arta iubirii
La sfârșitul secolului al XII–lea, asemenea idei au fost exprimate de Andreas Capellanus la eleganta curte a Mariei, contesă de Champagne (fiica Eleonorei de Aquitania). Cartea lui, Arta iubirii, nu trebuie luată în serios în totalitatea ei, în multe privințe fiind o parodie a scrierilor cu aceeași temă ale lui Ovidiu. Oferă sfaturi minuțioase pentru îndrăgostiți.
Originalul s–a scris în limba latină.
Este considerată o lucrare de sinteză, care reflectă concepția despre lume a unei epoci. Cu o ironie estompată, Capellanus enumeră regulile dragostei cavalerești ca încununare și încheiere a unei povești fermecătoare.
Povestea sună în felul următor: un viteaz britanic, călărind prin codrul regelui Arthur, se întâlnește cu o fată minunată, care–i spune că fără ajutorul ei cavalerul nu–și poate duce la bun sfârșit angajamentul.
Ca să–i câștige dragostea fata pretinde să–i aducă șoimul care stă pe creanga de aur din curtea regală. (Ca și în celelalte povești despre dragostea cavalerească și aici cavalerul trebuie să treacă de mai multe probe pentru a–și dovedi profunzimea dragostei). La sfatul tinerei, cavalerul pornește în căutarea mănușii fermecate, pe care se va așeza șoimul, căci numai posedând acest obiect va putea intra in palat.

## Peripețiile cavalerului britanic
Cavalerul ajunge repede la un pod de aur.
Acesta este păzit de un cavaler înspăimântător care–l provoacă la luptă.
În această luptă, britanicul e rănit grav, dar învinge și cruță viața adversarului.
Pe celălalt mal îl așteaptă un alt cavaler fioros, care scutură așa de tare podul, încât britanicul abia poate trece peste el. Odată ajuns dincolo, își îneacă dușmanul. Mai târziu ajunge pe un câmp înmiresmat, în mijlocul căruia se află un palat rotund. În mod curios, nu găsește poarta palatului și nici nu vede pe nimeni nicăieri.
Totuși, pe pajiște se găsesc mese de argint încărcate cu mâncare și băutură.
Cavalerul, care în urma călătoriei era aproape mort de foame, se așează imediat la masă.

## Regulile dragostei
Dintr–o dată, printr–o poartă invizibilă până atunci, se repede un uriaș învârtind în mână un ciomag. „Cum îndrăznești să calci pe teritoriul regal și să mănânci de pe masa regală fără să fii invitat?”, zbiară acesta. Începe o luptă crâncenă din care în mod miraculos iese victorios britanicul, dar cruță viața uriașului , care drept răsplată îl duce la coroana de aur pe vârful căreia se află mănușa fermecată. În final britanicul ajunge în palatul regelui Arthur își găsește șoimul care stă pe creanga de aur.
Dar precum îi prezisese fata, este din nou provocat la duel simultan de doi cavaleri.
Norocul este iar de partea lui, îi silește pe amândoi să se retragă și astfel poate lua șoimul și pergamentul fixat pe creanga de aur.
Pe acesta erau scrise Regulile Dragostei 31 la număr, și britanicul e îndemnat să facă cunoscute aceste reguli acelora care doresc
dragostea.
Conversația aristocratică a epocii utiliza toate conceptele iubirii și toată paleta de simboluri ale dragostei.
Culorile aveau semnificația lor, de exemplu: verdele semnifica o nouă dragoste, albastrul fidelitatea, dar aveau semnificația lor si florile, pietrele prețioase, cât și voalurile și panglicile. Conceptul dragostei cavalerești a avut într–o formă sau alta influență asupra literaturii Europei de vest încă multe secole după aceea.